# Ed Speleers
Edward John (Ed) Speleers (West Sussex, 7 april 1988) is een Engels acteur. Hij speelde in diverse films en series, waaronder Eragon, Downton Abbey en You.

## Filmografie

### Film
- 2006: Eragon, als Eragon
- 2011: A Lonely Place to Die, als Ed
- 2012: Love Bite, als Jamie
- 2014: Plastic, als Sam
- 2015: Howl, als Joe
- 2015: Remainder, als Greg
- 2016: Alice Through the Looking Glass, als James Harcourt
- 2017: Breathe, als Colin Campbell
- 2018: The House That Jack Built, als politie agent Ed
- 2018: Zoo, als John
- 2019: For Love or Money, als Bessel
- 2022: Against the Ice, als Bessel
- 2024: Irish Wish, als James Thomas
- 2024: Midas Man, als Tex Ellington
- 2024: Deadline
- 2025: Fudge Sundae, als Jack

### Televisie
- 2008: Echo Beach, als Jimmy Penwarden
- 2009: Jirō Shirasu: Man of Honour, als Robin Cecil Byng
- 2010: Witchville, als Jason Grint
- 2012-2014: Downton Abbey, als James "Jimmy" Kent
- 2015: Wolf Hall, als Edward Seymour, 1st Duke of Somerset
- 2015: Agatha Christie's Partners in Crime, als Carl Denham
- 2016: Beowulf: Return to the Shieldlands, als Slean
- 2018-2020: Outlander, als Stephen Bonnet
- 2023: You, als Rhys Montrose
- 2023: Star Trek: Picard, als Jack Crusher
- 2024: The Famous Five, als Mr. Roland

### Computerspellen
- 2006: Eragon, als Eragon
- 2016: Battlefield 1, als Daniel Edwards

## Theater
- 2018: Rain Man, als Charlie Babbitt